# إسحاق أتوتر
إسحاق أتوتر (بالإنجليزية: Isaac Atwater) (3 مايو 1818 - 22 ديسمبر 1906) كان محامي أمريكي.